# 4309 Marvin
A 4309 Marvin (ideiglenes jelöléssel 1978 QC) a Naprendszer kisbolygóövében található aszteroida. A Harvard Observatory fedezte fel 1978. augusztus 30-án.